# Пьеве-д’Ольми
Пьеве-д’Ольми (итал. Pieve d'Olmi) — коммуна в Италии, располагается в регионе Ломбардия, в провинции Кремона.
Население составляет 1170 человек (2008 г.), плотность населения составляет 62 чел./км². Занимает площадь 19 км². Почтовый индекс — 26040. Телефонный код — 0372.
Покровителем коммуны почитается святой Геминиан Моденский.

## Демография
Динамика населения:

## Администрация коммуны
- Официальный сайт: https://web.archive.org/web/20100922125426/http://sito.rup.cr.it/comune.pievedolmi/